# 青春男孩
《青春男孩》（日语：っポイ!）是日本漫畫家山崎貴子所創作的日本漫畫作品。1991年於《LaLa》（白泉社）開始連載。之後、連載移至《MELODY》、2010年《MELODY》10月號（8月28日發售）最終回。

## 登場人物

### 主要人物
天野 平
男主角，東一中學3年級。身長154cm。籃球社。
對於身材方面的事情很煩惱，因為個子小加上長相秀氣，「很像女孩子」。
日下 萬里
男，東一中學3年級。身長176cm。籃球社。平的鄰居，兼幼年開始的好友。
平的同班同學，是好朋友也是兒時玩伴。
一之瀨 雛姬
女，東一中學3年級。身長152cm。新体操社。
平的同班同學，一害羞就會臉紅。
相模 真
女，東一中學3年級。身長165cm。剣道社。
平的同班同學。喜歡平，與雛姬並列美少女。
花島田 英達
男，東一中學3年級。身長174cm。籃球社主將。
喜歡真，無論如何在真看的到場所發表像演講一樣的愛的告白。
鷹丘 虎雄
男，燕巢中學3年級。身長172cm。籃球社主將。
不知道平是男的結果對他一見鍾情，後來發現平的真正性別之後兩人關係莫名微妙。

### 3年D班的同班同學

#### 男同學
有元 學
眼睛不好而帶著眼鏡。點名簿上2號（作為1號平的下一個）。
木村 久志
田徑社。在班上臉像女同學，與新竹很相似。
佐佐木 文明
與木村關係非常好，決定一起進入同一所高中。
山本 透
班級委員長。戴著眼鏡。懦弱的草食系男同學。
前山 翔司
志願東聖高中，與班上的女同學，筒井在交往。初次登場單行本第17巻。
鈴木 一路
足球社。在小學的時候，與朔上同所學校。

##### 3傻
男同學三島、馬場、鹿須賀是很好的夥伴，因此以3人的名字開頭的文字各取一個來叫就是3傻（三馬鹿，3個笨蛋）。全員有一之瀨雛姫粉絲俱樂部成員、新體操社所属。表情・氣氛總是非常的相似。
三島 三郎
3傻之一。新体操社。前髮下垂。
馬場 二郎
3傻之一。新体操社。短髮。
鹿須 賀一郎
3傻之一。新体操社。前髮有中分。

#### 女同學
井上 久久留
暗戀著天野平的女同學。因為其他女學生的一致合作下 得與男同學交換制服穿（主要是天野平穿女裝時）
櫻井 行子
班級副委員長。
新竹 綠
排球社主將。有著爽朗的個性，與木村很相似。綽號是尼克。
筒井 惠
與前山交往，很老實的女孩子。初次登場單行本第17巻。

### 天野家
天野 治
平的奶奶，喜歡惡作劇。作家。
天野 大
平的爺爺，有著很溫柔的個性。
天野 正
平的父親，在郵局工作。沉默寡言。
天野 昭
平的母親，對孩子家人親友非常好的家庭主婦。高中時是白百合女子中學的校花(白百合小姐)。
天野 和
平的哥哥，高中3年級。在小時候，以為穿著女孩子的服裝的萬里(瑪莉)是女孩子，並把「萬里」當成他的初戀對象。
天野 平
請參照主要登場人物。
天野 成
平的妹妹。私立白百合女子中學2年級，是媽媽天野昭的學妹，但跟媽媽的女性化不同，日常打扮偏中性，短髮。
備考：從爺爺開始父親、母親、哥哥、平、妹妹的名字照順序讀，是「大正」、「昭和」、「平成」。再來，祖爺爺叫天野明，在（第2話的戶籍謄本中只有名字登場），與奶奶的名字合起來就是「明治」。

### 日下家
日下 千歲
萬里的父親。獨自在海外工作。
日下 真理繪
萬里的母親。是個童裝設計師，常常忙於工作很少回家。萬里小時候曾讓萬里穿著女裝，導致被天野和誤認為女孩子。
日下 萬里
請參照主要登場人物。
萬2
替真幸養的貓，母的。真正的名字也被真幸取名叫「萬里」，讓日下萬里很討厭，住在日下家的期間以「萬里2」的略稱「萬2」來稱呼牠。白天時被託付給天野家。

### 東一中的教師
二下 一
平・萬里所讀的班級3-D的級任老師。柔道社顧問，對學生很好。
渡邊 加代子
3-A班的級任老師。二下老師的未婚妻（目前交往第3年）。
戶巢加
3-B班的級任老師。數學老師。出的作業多又很奇怪的嚴格老師，此此被取了惡魔戶巢加的綽號。
保科
3-C班的級任老師。籃球社顧問。期待校內的活動能舉辦賭博方面的事情。

### 其他登場人物
來須 香南
女，東一中學2年級。
漸在 篤洋
男，16歳。不上高中以打工為生。
漸在 太良
篤洋同父異母的弟弟，在上幼稚園。
堀田 要
東一中學3年A班。
久我城 良樹
東一中學3年A班，班級委員長。
戶巢加 一己
大學生。在比薩店打工。東一中學擔任數學的戶巢加老師的兒子，很擅長數學。
鷹丘 龍二
比虎雄大1歲的哥哥。和虎雄的眼睛很相似。對女性很沒輒，因此上男校，對男性方面很在行。棒球社投手。
安西 泰
男，龍二的同學。操著關西腔。
大風 一夏
女，東二中學3年級。青梅竹馬3人組裡面的2人已經成為情侶，剩下一夏正在尋找她的真命天子。
顯上 真幸
男，燕巢中學3年級。白血病，長期住院。（註：東立版誤植為結核病？）
室生 朔
女，諏訪中學3年級。比平的身高還要高，不過聲音相對較低沉。

## 出版書籍
| 集數 | 白泉社        | 白泉社                 |
| 集數 | 發售日期      | ISBN                   |
| ---- | ------------- | ---------------------- |
| 1    | 1992年2月     | ISBN 978-4-592-12582-2 |
| 2    | 1993年3月     | ISBN 978-4-592-12782-6 |
| 3    | 1993年7月     | ISBN 978-4-592-12783-3 |
| 4    | 1994年1月     | ISBN 978-4-592-12784-0 |
| 5    | 1994年6月     | ISBN 978-4-592-12785-7 |
| 6    | 1995年1月     | ISBN 978-4-592-12786-4 |
| 7    | 1995年6月     | ISBN 978-4-592-12787-1 |
| 8    | 1995年11月    | ISBN 978-4-592-12788-8 |
| 9    | 1996年3月     | ISBN 978-4-592-12789-5 |
| 10   | 1996年12月    | ISBN 978-4-592-12790-1 |
| 11   | 1997年10月    | ISBN 978-4-592-12791-8 |
| 12   | 1998年3月     | ISBN 978-4-592-12792-5 |
| 13   | 1999年2月     | ISBN 978-4-592-12793-2 |
| 14   | 1999年7月     | ISBN 978-4-592-12794-9 |
| 15   | 2000年1月     | ISBN 978-4-592-12795-6 |
| 16   | 2000年5月     | ISBN 978-4-592-17676-3 |
| 17   | 2001年1月     | ISBN 978-4-592-17677-0 |
| 18   | 2001年6月     | ISBN 978-4-592-17678-7 |
| 19   | 2002年3月5日  | ISBN 978-4-592-17679-4 |
| 20   | 2002年10月5日 | ISBN 978-4-592-17680-0 |
| 21   | 2003年2月5日  | ISBN 978-4-592-17681-7 |
| 22   | 2003年5月2日  | ISBN 978-4-592-17682-4 |
| 23   | 2004年2月5日  | ISBN 978-4-592-17683-1 |
| 24   | 2004年6月5日  | ISBN 978-4-592-17684-8 |
| 25   | 2007年12月5日 | ISBN 978-4-592-17685-5 |
| 26   | 2008年7月5日  | ISBN 978-4-592-17686-2 |
| 27   | 2009年7月3日  | ISBN 978-4-592-17687-9 |
| 28   | 2010年2月5日  | ISBN 978-4-592-17688-6 |
| 29   | 2010年11月5日 | ISBN 978-4-592-17689-3 |
| 30   | 2010年11月5日 | ISBN 978-4-592-17690-9 |

## 連續劇
日本電視台系列於1999年5月9日〜1999年6月27日播映。全8話。是日本電視台星期日中午時段11:40〜12:00播映。但並未發售VHS・DVD等商品。
- 天野平：山下智久
- 日下萬里：相葉雅紀
- 相模真：吹石一惠
- 一之瀨雛姫：前田亞季
- 花島田英達：古屋暢一
- 鷹丘虎雄：高橋讓
- 三島：長谷部隼
- 馬場：上里亮太
- 鹿須賀：中丸雄一
- 村田：赤西仁（第2話）

## 遊戲
IDEA FACTORY（少女系），2008年7月17日PlayStation 2使用軟體『「青春男孩」 人夏的經驗！？』發售。屬於少女遊戲類型。
登場人物
- 天野平：下野紘
- 日下万里：緑川光
- 一之瀨雛姫：堀江由衣
- 花島田英達：千葉進歩
- 相模真：齋賀觀月
- 鷹丘虎雄：岩田光央
- 大風一夏：升望
- 室生朔：村椿玲子

## 連續劇CD
過去數次，『LaLa』或者是『MELODY』的招募者全體人員服務CD與連續劇CD化有做以外，即使遊戲預約特典與遊戲以內的登場人物和製造的的連續劇。全部都是非賣品。
- LaLa原創連續劇CD「青春男孩」元氣CD - LaLa2001年
- 「青春男孩」GO！GO！連續劇CD - MELODY2003年12月號

演出：伊藤實華、久我未來、千葉進歩、岩田光央
- 「青春男孩」WAKU-WAKU連續劇CD - MELODY2004年6月號
- 「青春男孩」人夏的經驗！？ 預約特典連續劇CD - IDEA FACTORY2008年7月
- 青春男孩 限定版連續劇CD「向前奔跑」- IDEA FACTORY2008年7月

## 外部連結
- （日語）
- PS2用遊戲官方網站 （页面存档备份，存于）